# 大杉謹一
大杉 謹一（おおすぎ きんいち、1894年 - 1963年）は、静岡県出身の教育学者、サッカー選手。

## 経歴
東京府豊島師範学校を経て、東京高等師範学校に入学。在学中は蹴球部に所属し、1917年に開催された第3回極東選手権大会の日本代表に選出され、初戦の中華民国代表戦に出場した。
1919年3月に東京高等師範学校を卒業して、本科専攻科生となった。
1922年に東京府立第五中学校（現・小石川）の国語科漢文教諭として着任すると、大正自由主義教育者の伊藤長七が独創的な教育を奨励する中で授業内でサッカーを採用。離任後に蹴球部が創設され、五中がサッカー界で目覚ましく名を馳せる礎を築いた。
その後は教育学者として明治図書などから多くの著書を出版した。

## 所属クラブ
- 東京府豊島師範学校
- 東京高等師範学校

## 代表歴

### 出場大会
- 第3回極東選手権競技大会

### 試合数
| 日本代表 | 国際Aマッチ | 国際Aマッチ | その他 | その他 | 期間通算 | 期間通算 |
| 年       | 出場        | 得点        | 出場   | 得点   | 出場     | 得点     |
| -------- | ----------- | ----------- | ------ | ------ | -------- | -------- |
| 1917     | 0           | 0           | 1      | 0      | 1        | 0        |
| 通算     | 0           | 0           | 1      | 0      | 1        | 0        |

## 著書
- 『詔勅渙発の由来と聖旨の大要』（藤井書店、1937年）
- 『現代の国民道徳』（明治図書、1935年）
- 『公民科概論』（三共出版社、1925年）
- 『富士と日本精神』（東京文理科大学内国体研究会, 1938年）
- 『高等学校倫理ノート』（昇竜堂書店, 1952年）
- 『高等小学読本解説』（明治図書, 1921年）

他